# Leucania insueta
Leucania insueta är en fjärilsart som beskrevs av Achille Guenée 1852. Leucania insueta ingår i släktet Leucania och familjen nattflyn. Inga underarter finns listade i Catalogue of Life.